# La Crucifixión y el Juicio Final
La Crucifixión y el Juicio Final (Calvario y el Juicio Final) son las puertas laterales de un tríptico primitivo flamenco de pequeñas dimensiones pintado al óleo sobre tabla y conservado en el Metropolitan Museum de Nueva York donde se atribuye a Jan van Eyck, con algunas áreas terminadas por seguidores no identificados o miembros de su taller. Se cree que las tablas fueron realizadas hacia 1436-1438, aunque tanto la cronología como la autoría y el destino de las tablas son objeto de debate. Es uno de los primeros óleos sobre tabla (actualmente traspasado a lienzo) del prerrenacimiento, destacando por su iconografía compleja y altamente detallada con una habilidad técnica evidente en su terminación. El díptico está realizado en un formato de miniatura; las tablas poseen una dimensión de 56,5 cm de alto y 19,7 cm de ancho, y probablemente fue encargado para uso personal y privado. 
En la parte izquierda se representada la Crucifixión de Jesús, con muestras de dolor, soldados y espectadores situados en el centro de la imagen, a los pies de las tres cruces con los cuerpos crucificados, un retrato brutal que se sitúa en la parte superior. La escena se recorta contra un cielo azul y una vista lejana de Jerusalén. El ala de la derecha contiene las escenas del Juicio Final; un paisaje del infierno en la parte baja de la imagen, los resucitados esperando el juicio en la parte central, y una representación del Cristo Redentor flanqueado por una déesis de santos, apóstoles, clero, santas vírgenes y nobleza en la parte superior.
La obra incluye inscripciones griegas, latinas y hebreas. Los marcos dorados originales contienen pasajes bíblicos en latín dibujados a partir de los libro de Isaías, Deuteronomio y Apocalipsis. Las tablas fueron adquiridas en Madrid por el príncipe Dmitri Pavlovich Tatischeff, embajador de Rusia en España de 1814 a 1821, y a su muerte pasaron a formar parte de la colección privada del zar Nicolás I. Según una fecha escrita en ruso en el reverso, la pintura fue transferida de la madera a tela en 1867. Se encontraba en ese momento en el Museo del Ermitage. Puestas en venta en 1933 por el gobierno soviético fueron adquiridas por el Metropolitan Museum of Art y en ese momento se atribuyeron a Hubert van Eyck, debido a la semejanza formal de áreas clave con las páginas de las Horas de Turín-Milán. Ha habido dificultades significativas en fechar el trabajo. Algunos historiadores de arte creen que las tablas son de los últimos trabajos de van Eyck y que fueron terminadas después de su muerte. Otros sostienen que el díptico hay que situarlo en torno a los primeros meses de 1420 y atribuyen los pasajes más débiles a la inexperiencia de un joven Jan van Eyck y quienes cuestionan la autoría de Van Eyck, atribuyéndoselo al anónimo maestro de la Mano G de las Horas de Turín-Milán.

## Formato y técnica
Junto a Robert Campin y más tarde Rogier van der Weyden, Van Eyck revolucionó en la primera mitad del siglo XV el acercamiento al naturalismo y al realismo en la pintura del norte de Europa.
Su forma de utilizar el óleo en los detalles llenó la representación con el alto grado de realismo y complejidad presente en este díptico.
En las décadas de 1420 y 1430, cuando la pintura al óleo sobre tabla aún estaba en su infancia, los formatos verticales eran frecuentemente utilizados en escenas del juicio final, pues su estrechez favorecía la representación jerárquica del cielo, tierra e infierno. Por el contrario, las crucifixiones solían presentarse en formatos horizontales. Para encajar ambas escenas en dos tablas de igual tamaño van Eyck se vio forzado a introducir una serie de innovaciones que rediseñaban elementos de la crucifixión. El resultado es una tabla con las cruces muy elevadas, una multitud en la mitad, y los personajes del duelo en la base, todos ellos representados en una inclinación continua desde la base hasta arriba, al estilo de los tapices medievales. El historiador del arte Otto Pächt dijo de esta obra que era el mundo entero en una pintura, un Orbis Pictus.
En el panel de la crucifixión, van Eyck sigue la tradición de principios del siglo XIV de mostrar los episodios mediante una técnica narrativa. Según el historiador Jeffrey Chipps Smith los episodios aparecen como si fueran simultáneos, y no como eventos secuenciales. Van Eyck condensa episodios clave de los evangelios en una única composición, pero estableciendo una secuencia lógica. Por este mecanismo van Eyck crea una mayor ilusión de profundidad. En el panel de la crucifixión utiliza varios indicadores que muestran la relativa cercanía de los personajes a Jesús. Dado el tamaño de los figuras en el primer plano en relación con las figuras crucificadas, los soldados y los espectadores concentrados en medio, son mucho más grandes de lo que realmente correspondería con la perspectiva. En el Juicio Final, los condenados están en el infierno, que ocupa la mitad inferior, mientras los santos y los ángeles se colocan más altos, en un primer plano superior. Pächt describe que la escena de este panel «se asimila a un cosmos espacial único», con el arcángel que hace de separador en el espacio pictórico entre cielo e infierno.
Se tuvo por cierto que en el siglo XIX, cuando la obra estaba en la colección Dimitri Pavlovich Tatischeff, ambas tablas formaban las alas laterales de una Adoración de los Reyes Magos que fue robada antes de 1841. Esto ha generado incertidumbre sobre si fue ejecutada como díptico o como tríptico. Incluso se ha especulado sobre el tema que podría haber tratado una tabla central original. Erwin Panofsky creía que fue efectivamente pensado como díptico, pues habría sido extraño un tratamiento tan suntuoso para las alas laterales. Esta aproximación recuerda a los relicarios medievales. Otros autores han observado que los trípticos normalmente eran trabajos de mayor tamaño pensados para su exhibición pública. A su vez, los dípticos que reunían estos dos temas —la crucifixión y el juicio final— eran propios de la devoción privada.
Finalmente, no hay evidencia documental de un panel central, y el examen técnico de los marcos, que son los originales, indica que las dos tablas fueron puertas de un tríptico que podría haber sido tabernáculo o santuario y no necesariamente una tabla. Por otra parte, y contra la hipótesis de  una tabla central dedicada a la Epifanía, defendida por Passavant, y de su adquisición en un convento de Burgos por Tatischeff, durante los años de su estancia en Madrid como embajador de Rusia, Gabriele Finaldi ha podido demostrar que en el siglo XVII se encontraban las dos tablas ya desmembradas y con sus marcos en Nápoles, inventariadas a nombre de Alberto Durero entre los bienes del duque de Medina de las Torres, virrey de Nápoles, quien al cesar su gobierno podría haberlas llevado con él a Madrid.

## El panel deLa Crucifixión
El panel de la Crucifixión se estructura en tres planos horizontales, cada uno de ellos representa momentos diferentes de la Pasión. El tercio superior muestra la Crucifixión ante una vista de Jerusalén; los dos tercios inferiores muestran la multitud y los seguidores de Jesús camino al Gólgota. Situado fuera de los muros de la ciudad, entre tumbas excavadas en la roca y jardines, durante el siglo I el Gólgota era el lugar de ejecución de Jerusalén, y los trozos visibles de la colina subrayan la naturaleza del área: «rocosa, prohibida y sin vida». La atmósfera de desolación es reforzada por algunas figuras del piso superior que se pelean por tener una mejor vista. Los evangelios cuentan que los seguidores de Jesús y parientes, así como sus perseguidores y varios espectadores asistieron a la crucifixión en el Gólgota. La composición sitúa los seguidores representados en primer plano, mientras que sus enemigos, incluyendo el Sumo Sacerdote de Israel y los Ancianos del Templo, se muestran en el tercio central.

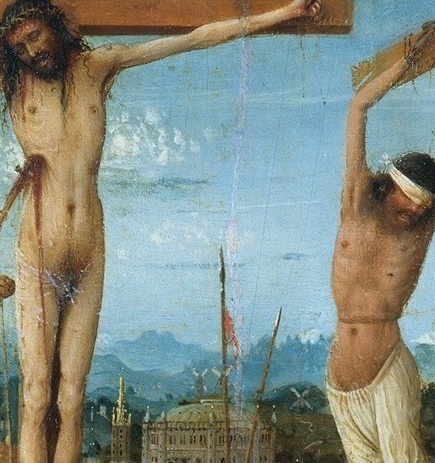
Muerte de Cristo en la cruz. Habitualmente, a las víctimas de crucifixión se les rompían las piernas para acelerar su muerte. Según el Evangelio de Juan, cuando los soldados fueron a romper las piernas de Jesús, lo encontraron ya muerto. Un soldado le atravesó entonces el costado con una lanza para asegurarse, manando de la herida sangre y agua.

En la parte central del primer plano hay un grupo de cinco personajes llorando, con otras tres figuras puestas dos a la derecha y una a la izquierda. En el grupo central, Juan Evangelista ofrece apoyo a la Virgen María, rodeada por tres mujeres llorosas, una de ellas con una capa negra, de espaldas al espectador. El desmayo de María por el dolor, la empuja adelante dentro del espacio pictórico, y según Smith, la sitúa en «una posición más cercana al espectador». Vestida con una capa azul que la envuelve y esconde la mayor parte de su cara, cae y es cogida por Juan, que la sostiene por los brazos. Al lado derecho, está arrodillada María Magdalena, va vestida con una capa verde con adornos blancos y mangas rojas. Alza sus manos unidas, apretando los dedos como signo de desesperación y angustia. Es la única figura de este grupo que mira directamente a Cristo y es uno de los mecanismos que el pintor utiliza para dirigir la mirada del espectador hacia arriba, hacia las cruces. Los personajes situados en los extremos del grupo central, se han identificado con las sibilas proféticas. La de la izquierda está de cara a la cruz con la espalda hacia el espectador, mientras que el personaje con turbante que hay a la derecha, de cara al grupo, ha sido identificada como la Sibila Eritrea o de Cumas, a la que se atribuye, en la tradición cristiana medieval, el hecho de advertir a los romanos ocupantes sobre el culto de redención que se desarrollaría en torno a la muerte de Cristo y su resurrección. Tiene una expresión casi indiferente que se ha interpretado como la satisfacción por el acierto profético, y al mismo tiempo con contemplación compasiva del dolor de las otras mujeres.
El piso central muestra una escena con una multitud, justo encima de un grupo de figuras, separados por dos soldados de pie entre las dos agrupaciones. Los personajes del primer plano se reflejan en el escudo que lleva en la cintura el soldado romano de la derecha, vestido de azul, con un turbante blanco y una trenza. Smith cree que van Eyck utiliza estos personajes para subrayar la separación emocional y física de las figuras que se proyectan en el piso central. El historiador de arte Adam Labuda ve estas dos figuras, ocupando toda la anchura de la composición entre los dos grupos, como un mecanismo pictórico que junto con la mirada ascendente de María Magdalena, dirige los ojos de los espectadores hacia arriba a través de la secuencia dramática de la tabla.
Según Burroughs, la composición de van Eyck pone particular énfasis en la brutalidad e indiferencia de la multitud que presencia el sufrimiento de Cristo. Los personajes son una mezcla de legionarios romanos, jueces y diversos «parásitos» que llegan para presenciar el espectáculo. Algunos están vestidos con ricas ropas, de colores brillantes, una mezcla de estilos europeos orientales y del norte, mientras algunos van montados a caballo. Algunos abiertamente insultan y se burlan del condenado, otros se quedan boquiabiertos y aturdidos observando «tan sólo otra» ejecución, mientras otros hablan entre ellos. La excepción es el centurión con armadura, sentado en un caballo blanco en el extremo derecho del panel, que mira a Cristo, con los brazos abiertos y extendidos arriba, la cabeza echada atrás, el autor ha captado «el preciso momento de su iluminación» en reconocimiento de la divinidad de Cristo. Los dos caballeros al lado se parecen a los de «Los Jueces Justos» del retablo de La adoración del Cordero místico del mismo van Eyck. El historiador de arte Till-Holger Borchert observa que estas figuras tienen un «mayor dinamismo con esta vista de espaldas que la vista de perfil» del panel de Gante, y que este es un nuevo elemento para conducir el ojo del observador hacia arriba, hacia la crucifixión.

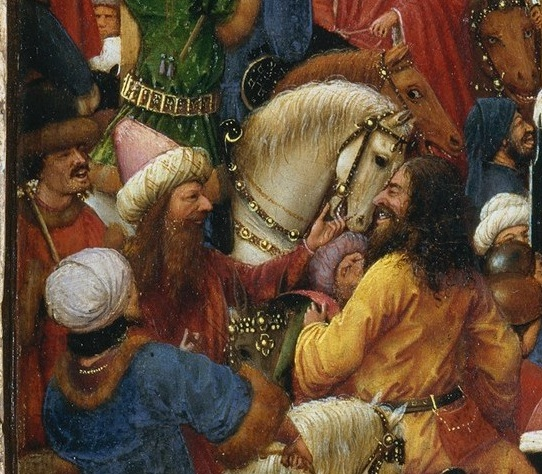
La burla a los condenados. En ese momento había muchos enemigos del Templo y Jesús era visto por la jerarquía judía simplemente como el sucesor carismático de Juan el Bautista. Aunque se convirtió en una amenaza legítima para ser ejecutado, fue visto por los ancianos como un seudoprofeta agitador.

Van Eyck extiende la altura de las cruces hasta un grado irreal para dejar que la crucifixión domine el tercio superior del panel. Cristo mira directamente al espectador, mientras que las cruces de los dos ladrones se ponen en ángulo a ambos lados. Los ladrones están atados con cuerdas en lugar de estar clavados. El cuerpo del ladrón arrepentido a la derecha, que es mencionado en el Evangelio de Lucas, está muerto. El «mal» ladrón en el lado izquierdo, está muriendo retorcido de dolor, y según el historiador de arte James W. H. Weale, descrito como «luchando desesperadamente, pero en vano». Las manos de los dos hombres se han vuelto negras por la falta de flujo sanguíneo. Incluye la placa con la inscripción INRI, preparada por Pilato o por los soldados romanos, acrónimo en hebreo, latín y griego de «Iesvs Nazarenvs Rex Ivdaeorvm».
El panel capta el momento de la muerte de Jesús, tradicionalmente era el momento después de romper las piernas de los ladrones. Cristo está desnudo con la excepción de un perizonium transparente, con parte de su pelo púbico visible.  Sus manos y pies están clavados en la madera; la sangre, desde el clavo que aguanta sus pies en la cruz, mancha el hipopodium o base de madera. Sus manos se estiran bajo el peso de su cuerpo, y en su agonía final, su mandíbula está caída; su boca está abierta con los dientes expuestos en una mueca de muerte. En el piso central, en la base de la cruz, Longino, a caballo y con un sombrero de piel adornado y túnica verde, es guiado por un asistente para herir el costado de Jesús con una lanza, consiguiendo que una sangre intensamente roja brote con fuerza de la herida. A la derecha de Longino, Estefatón mantiene en alto la esponja remojada en vinagre en la punta de una caña que se le ofreció al condenado.
La primera generación de los pintores primitivos flamencos normalmente no prestaban mucha atención al diseño del paisaje de fondo. A menudo incorporaban una vista distante y carente de cualquier observación real de la naturaleza, mostrando así una fuerte influencia de los pintores italianos pero con menos elementos en la composición. Este díptico, sin embargo, contiene uno de los paisajes de fondo más memorables de la pintura del norte del siglo XV. La panorámica de Jerusalén se extiende alejándose hasta una cordillera montañosa al fondo. El cielo, que continúa en la parte superior del panel de la derecha, se representa en azules profundos sobre el que se dibujan unos cúmulos. Estas nubes son similares a los del retablo de La adoración del Cordero místico y, como en aquel trabajo, son incluidos para dar profundidad y enriquecer el paisaje de fondo. El cielo parece que acaba de oscurecerse —aportando la idea de que el panel capta el momento de la muerte de Jesús. Los cirros, más débiles, se pueden ver en la parte más alta con la presencia del sol identificable por una sombra en la parte superior izquierda del panel.

## El panel delJuicio
El panel derecho, de igual forma que el panel de la Crucifixión, está dividido horizontalmente en tres áreas. Se representan, de arriba abajo, el cielo, la tierra y el infierno. El cielo contiene una déesis tradicional con clérigos y laicos; la tierra, en el piso intermedio, es dominada por las figuras de San Miguel Arcángel y una personificación de la muerte; mientras en el tercio inferior los condenados caen al infierno y son torturados y comidos por bestezuelas. Al describir el pasaje del infierno, el historiador de arte Bryson Burroughs escribe que «las invenciones diabólicas del Bosco y Brueghel son un juego de niños comparadas con los horrores del infierno imaginados por van Eyck». Pächt compara la escena con un bestiario medieval, comprendiendo «una fauna total de demonios zoomórficos». El infierno en tinieblas de van Eyck está habitado por monstruos demoníacos de los cuales los únicos rasgos visibles son a menudo «sus ojos que brillan y el blanco de sus colmillos». Los pecadores caen boca abajo a su tormento, a merced de los demonios que toman formas reconocibles como ratas, serpientes y cerdos, así como un oso y un asno. Audazmente, van Eyck muestra reyes y miembros del clero entre los condenados al infierno.

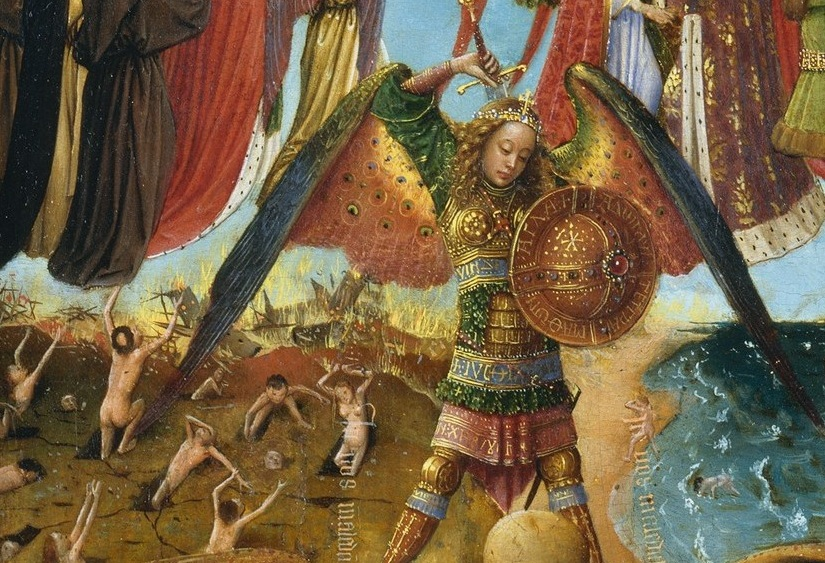
El arcángel San Miguel se eleva sobre los condenados, mientras detrás de él los resucitados salen de sus tumbas ante una ciudad en llamas.

La tierra es representada por la estrecha área entre cielo e infierno. El paisaje muestra la resurrección de los muertos entre los fuegos de la ira del último día. Los muertos salen de sus tumbas a la izquierda y del mar tempestuoso a la derecha. San Miguel Arcángel está de pie sobre los hombros de la muerte, la figura más grande de la pintura, cuyo cuerpo y alas abarcan el espacio pictórico entero. San Miguel lleva una armadura dorada tachonada de joyas y tiene pelo rubio rizado y alas polícromas similares a las del panel del comitente del Tríptico de Dresde de van Eyck de 1437. San Miguel aparece, según Smith, «como un gigante en la tierra, cuya corteza se revela como las alas de la figura esquelética de la Muerte. Los condenados son excretados desde las entrañas de la Muerte al oscuro lodo de infierno». La imagen de la Muerte como un murciélago, con el cráneo emergiendo en la tierra y los esqueléticos brazos y piernas que bajan al infierno, es la protagonista de la narrativa, según Pächt, pero la muerte es vencida por el arcángel que mira esbelto y joven entre los horrores del Infierno y la promesa del Cielo.
La porción superior del panel muestra la Segunda Venida como se recoge en Mateo 25:31: «Cuando el Hijo del Hombre venga en su gloria, acompañado de todos los ángeles, se sentará en su trono de gloria». Cristo, que estaba desnudo, frágil y agonizante en el panel de la Crucifixión, se muestra ahora resucitado y triunfante en el Cielo. Está vestido con una capa roja larga y descalzo. Sus manos y pies están rodeados por círculos de luz amarilla. Las Llagas Sagradas son visibles en sus palmas, que mantiene abiertas; a través de la abertura de la capa la herida de su costado hecha por la lanza de Longino y, en sus pies, se observan las heridas hechas por los clavos.
Cristo se sienta en el centro de un gran grupo de ángeles, santos y ancianos patriarcas. Según Pächt, esta escena representa un Cielo en el que «todo es dulzura, gentileza y orden». María y Juan se arrodillan en oración al lado de Cristo, a derecha e izquierda. Ambos tienen nimbos y están realizados en una escala mucho mayor que las imágenes circundantes, sobre las que parecen estar elevadas. María tiene su mano derecha en su pecho, mientras que su izquierda se alza como para pedir la piedad para las pequeñas figuras desnudas protegidas por su capa, evocando la pose convencional de la Virgen de la Misericordia. Un coro de santas vírgenes se reúnen directamente bajo los pies de Cristo. Miran hacia el espectador y cantan el elogio de Cristo.

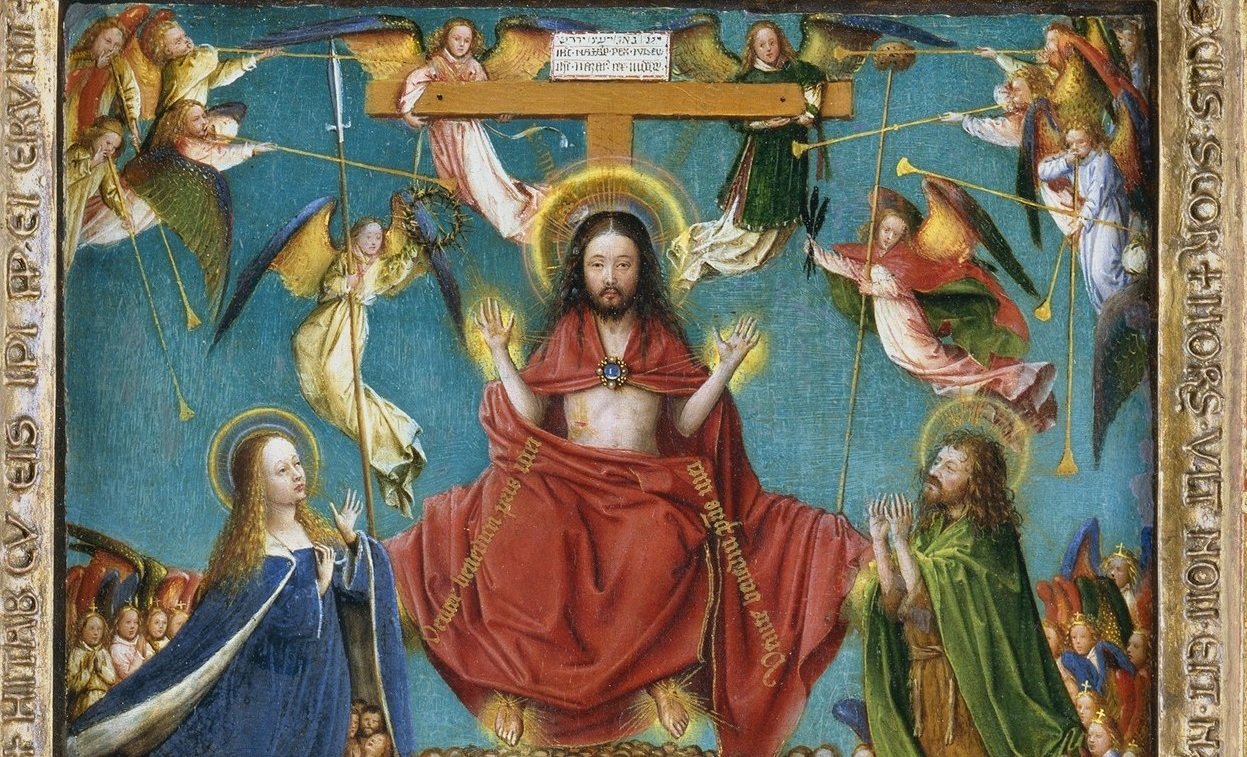
Detalle del Cristo en Majestad. Se considera que esta área ha sido pintada más ampliamente y con menos habilidad que las otras secciones de los paneles, y algunos creen que es trabajo de miembros del taller del pintor.

Encabezados por San Pedro, los Apóstoles van vestidos con capas blancas y se sientan en dos bancos los unos frente a los otros situados por debajo de Cristo a la derecha e izquierda del grupo de vírgenes. Dos ángeles atienden a los grupos reunidos a cada lado de los bancos. Otros dos ángeles están inmediatamente encima de Cristo, sujetando la Cruz; visten amitos y albas blancas y el de la derecha también lleva una dalmática de color verde. A la misma altura, a derecha e izquierda de la cabeza de Cristo, dos ángeles llevan los instrumentos de la Pasión, la Lanza Sagrada y la corona de espinas el de la izquierda, y una esponja y los clavos el de la derecha.  Todo el conjunto de ángeles que rodean a Cristo están a la vez flanqueados por un grupo de ocho ángeles, cuatro a cada lado, en la zona de las enjutas, que hacen sonar las largas trompetas del Apocalipsis.
Van Eyck fue una influencia importante en Petrus Christus y se cree que este pintor estudió las tablas mientras estaba en el taller del mismo. Christus realizó una paráfrasis mucho mayor y adaptada del díptico en 1452, como parte de un retablo monumental, actualmente en Berlín. Aunque hay diferencias significativas entre los dos trabajos, la influencia de van Eyck sobre el trabajo de Christus es más evidente en el formato vertical, estrecho y en la figura central de San Miguel, que también divide la escena entre Cielo e Infierno.

### Iconografía
El historiador del arte John Ward subraya la rica y compleja iconografía y simbolismo de van Eyck utilizados para llamar la atención de lo que él veía como la coexistencia de los mundos espiritual y material. En sus pinturas, los rasgos iconográficos típicamente se tejen de forma sutil en el trabajo, como «[detalles] relativamente pequeños, en el fondo o en las sombras». La importancia de las imágenes es a menudo tan densa e intrincada por capas que un trabajo debe analizarse múltiples veces antes de que se vuelvan aparentes e incluso los significados se vuelvan más obvios. Según Ward, los elementos iconográficos suelen ser ubicados «para inicialmente ser pasados por alto, y finalmente ser descubiertos». Escribiendo sobre el panel del Juicio Final, Burroughs se fija que «cada una de las múltiples escenas exige mucha atención por sí sola». Según Ward, van Eyck fuerza al espectador a buscar el significado en la iconografía, creando una superficie de capas múltiples que reclaman la atención del mismo para la comprensión más profunda tanto de la pintura como de sus símbolos. La vasta iconografía de van Eyck pretende transmitir la idea del «paso prometido desde el pecado y la muerte hacia la salvación y el renacimiento».

### Inscripciones
Tanto los marcos como las áreas pictóricas del díptico contienen fuertes inscripciones y frases en latín, griego y hebreo. Los primeros trabajos de van Eyck muestran una predilección por las inscripciones, que responden a un propósito doble. Son decorativas y al mismo tiempo también funcionan de forma similar a los comentarios al margen de los manuscritos medievales que ponen en contexto la importancia de las imágenes que acompañan. Los dípticos solían ser encargos con dedicatorias privadas, y Jan van Eyck pretendía que el espectador contemplara texto e imágenes al unísono.
En este trabajo, las inscripciones son en mayúsculas cuadradas romanas o miniaturas góticas, y en algunos lugares parecen contener errores ortográficos, haciendo difícil su interpretación. Su marco cubierto de oro y las inscripciones latinas, con sus sutiles referencias a varios pasajes en ambas tablas, indican que el comitente era rico y educado. A ambos lados de los marcos se recogen inscripciones del Libro de Isaías (53:6–9, 12), Apocalipsis (20:13, 21:3–4) o Deuteronomio (32:23–24). En el panel de la derecha, las alas de la figura de la Muerte contienen inscripciones latinas en ambos lados; a la izquierda son CHAOS MAGNVM («gran caos»), con UMBRA MORTIS («sombra de la muerte») inscrito en la derecha. Hay un mensaje de Mateo 25:41 escrito a ambos lados de la cabeza y alas, dirigiéndose desde el suelo hacia el infierno. El texto dice: Ite os maledicti in ignem eternamente («Id, malditos, al fuego eterno»). De este modo, van Eyck alinea dramáticamente el extracto bíblico en rayos dobles diagonales de luz que parecen lanzados desde los cielos. En la misma sección otro texto dice: «ME OBVLIVI».
En el piso central, la armadura del arcángel san Miguel contiene inscripciones esotéricas cuyo origen es a menudo difícil de interpretar. En el plastrón del pecho se puede leer: «VINAE (X)», mientras su escudo ovalado con joyas incrustadas, tiene una cruz grabada y lo decora una escritura griega donde se puede leer «TETGRAMMATHON AGLA». El significado de esta frase no se ha identificado definitivamente; algunos historiadores del arte creen que contiene errores ortográficos y se ha malinterpretado. Friedländer transcribió la primera palabra como «adorábamos» mientras la palabra final «AGLA» es interpretada por Filip Coppens como el anagrama del conjuro cabalístico mágico de protección «Atta Gibborim Le ' olam Adonai» («El Señor es siempre todopoderoso»). La palabra también aparece en una baldosa del retablo de La adoración del Cordero Místico. En la porción superior, las inscripciones doradas que corren verticalmente a través de los bordes de la capa de Cristo contienen «Venite Benedict patrón MEI» («Venid, benditos de mi Padre»). 

## Atribución y datación
A lo largo de los años, las tablas se atribuyeron tanto a Jan como Hubert van Eyck, así como a Petrus Christus. En 1841, Passavant atribuía el díptico conjuntamente a Hubert y Jan van Eyck; para 1853, había revisado su opinión y atribuía la obra exclusivamente a Jan van Eyck. Gustav Waagen, el primer director de la Gemäldegalerie de Berlín, las atribuyó a Petrus Christus a mediados del siglo XIX, basándose en la similitud de la tabla izquierda con el Juicio Final de 1452 firmado por Christus y que actualmente está expuesto en Berlín. Esta opinión fue rechazada en 1887 y una vez más se volvían a asociar con Jan van Eyck, una autoría ratificada en 1917 cuando las tablas pasaron al Hermitage.
Bryson Burroughs, que escribía para el Metropolitan en el momento de su adquisición en 1933, atribuía los trabajos a Hubert. Burroughs veía en las tablas la mano de un artista expresivo, «nervioso y sensible», con destreza para superar la difícil colocación de las figuras centrales de las tablas, pero quién era, sin embargo, débil dibujante. Este perfil creía que era incompatible con el conocido perfil distante e impasible del maestro Jan. Sin embargo Burroughs admitía que no había «ninguna prueba documentada cierta para la atribución [a Hubert]». Admitía que su evidencia «era limitada, inevitablemente incompleta», y por tanto «circunstancial y presunta». Más recientemente, los investigadores tienden a aceptar que Jan pintó las tablas basándose en la evidencia de que son estilísticamente más cercanas a él que a su hermano Hubert, quien murió en 1426; y también a que Jan, quien había viajado ese año a Italia atravesando los Alpes, hubiera pintado una cordillera.
Las pinturas se han comparado a menudo con las siete páginas del manuscrito iluminado de las Horas de Turín-Milán atribuido al artista sin identificar conocido como «Mano G», al que también se ha identificado con Hubert y con Jan van Eyck. La proximidad de técnica y estilo personal de este díptico con la miniatura es apreciable. La similitud de uno de los dibujos de Turín, la Crucifixión de Cristo y la misma escena del díptico de Nueva York, ha llevado a algunos historiadores del arte a concluir que habrían sido, como mínimo, pintadas en la misma época, entre los años 1420 y comienzos de 1430. Muchos creen que las dos obras se originaron a partir de un prototipo diseñado por van Eyck. Panofsky atribuía las tablas de Nueva York a «Mano G». Cuando se descubrieron las miniaturas de las Horas de Turín, se consideraba al principio que se habían pintado antes de la muerte del duque Juan de Berry en 1416, una idea que rápidamente fue rechazada con una fecha situada en algún momento de los primeros años de 1430.
Pächt afirma que el díptico refleja: «el personal estilo e imaginación escénica única de la mano G» (que él consideraba que podía ser Hubert o Jan). Hasta que Hans Belting y Dagmar Eichberg publicaron en 1983 Jan van Eyck a Erzähler, los académicos se habían centrado exclusivamente en la datación y atribución del díptico, prestando poca atención a sus fuentes de influencia e iconografía. Borchert calcula su finalización alrededor de 1440, mientras que Paul Durrieu sugiere una datación tan temprana como 1413. En 1983, Belting y Eichberg sugerían una fecha de c. 1430 basados en características específicas del trabajo: la perspectiva a «vista de pájaro» y horizonte, las figuras densamente agrupadas y, especialmente, el relato pictórico que se mueve a través de las áreas de la escena en el panel de la Crucifixión. Belting y Eichberg afirmaban que este estilo se empleaba durante los primeros trabajos sobre panel, pero que fue en gran parte abandonado hacia 1430.
La datación que lo sitúa sobre 1430 viene apoyada por el estilo del dibujo subyacente, que es coherente con trabajos firmados por van Eyck de aquella época. Además, las figuras visten con ropa de moda en los años 1420 con la excepción de uno de los posibles donantes, provisionalmente identificada con Margarita de Baviera, que aparecería representada como la sibila de la parte derecha del primer plano de la tabla de la crucifixión y que viste con ropa de moda de los 1430.
Las partes superiores del panel del Juicio Final son consideradas como el trabajo de un pintor menos experto y con un estilo menos particular. Se piensa que van Eyck dejó esta tabla inacabada sólo con un dibujo subyacente completo y que esta zona fue terminada por miembros del taller o por seguidores suyos después de su muerte. Maryan Ainsworth del Metropolitan proporciona un punto de vista diferente al subrayar la estrecha relación que se sabe que existió entre talleres contemporáneos en los Países Bajos y Francia, y especula con la posibilidad de que un miniaturista o iluminador francés, tal vez del taller de Bedford Master, viajara a Brujas para ayudar a van Eyck con esta tabla.